# زهکشی چاهی

نقشه یک میدان چاه برای زهکشی زیرسطحی با جریان شعاعی در سراسر سیلندرهای متحدالمرکز که نشان‌دهنده پتانسیل‌های همسان است.

زهکشی چاهی (به انگلیسی: Well drainage) به معنای زهکشی زمین‌های کشاورزی توسط چاه است. زمین‌های کشاورزی توسط چاه‌های پمپ‌شده (زهکشی عمودی) زهکشی می‌شوند تا با کنترل سطح آب و شوری خاک، خاک‌ها را بهبود بخشد.